# Charlotte Amalie
Charlotte Amalie (1921–1936: Saint Thomas) är huvudort i ögruppen Amerikanska Jungfruöarna som är ett amerikanskt territorium bland de Små Antillerna i Västindien.

## Historia

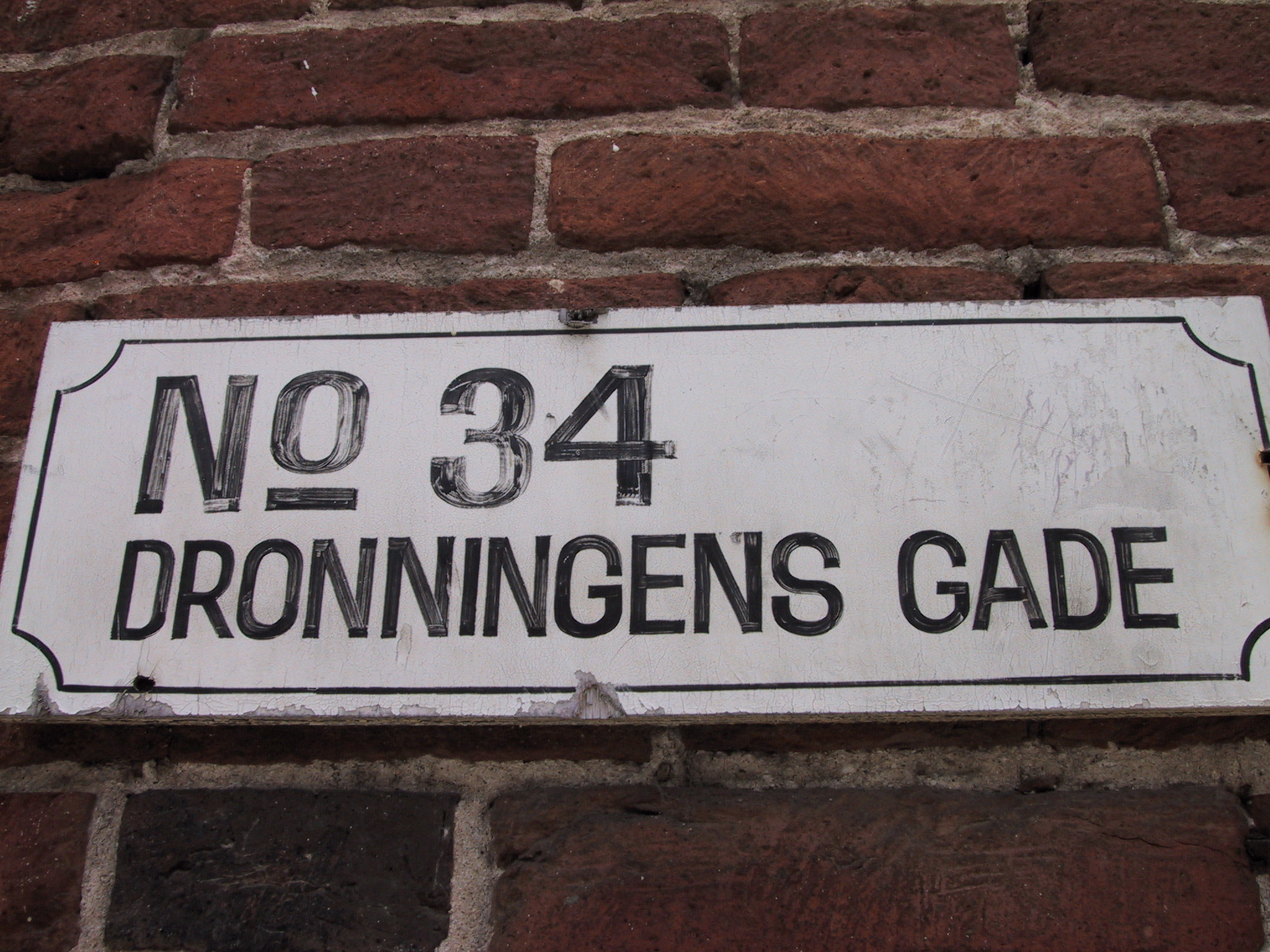
Danskspråkig gatuskylt.

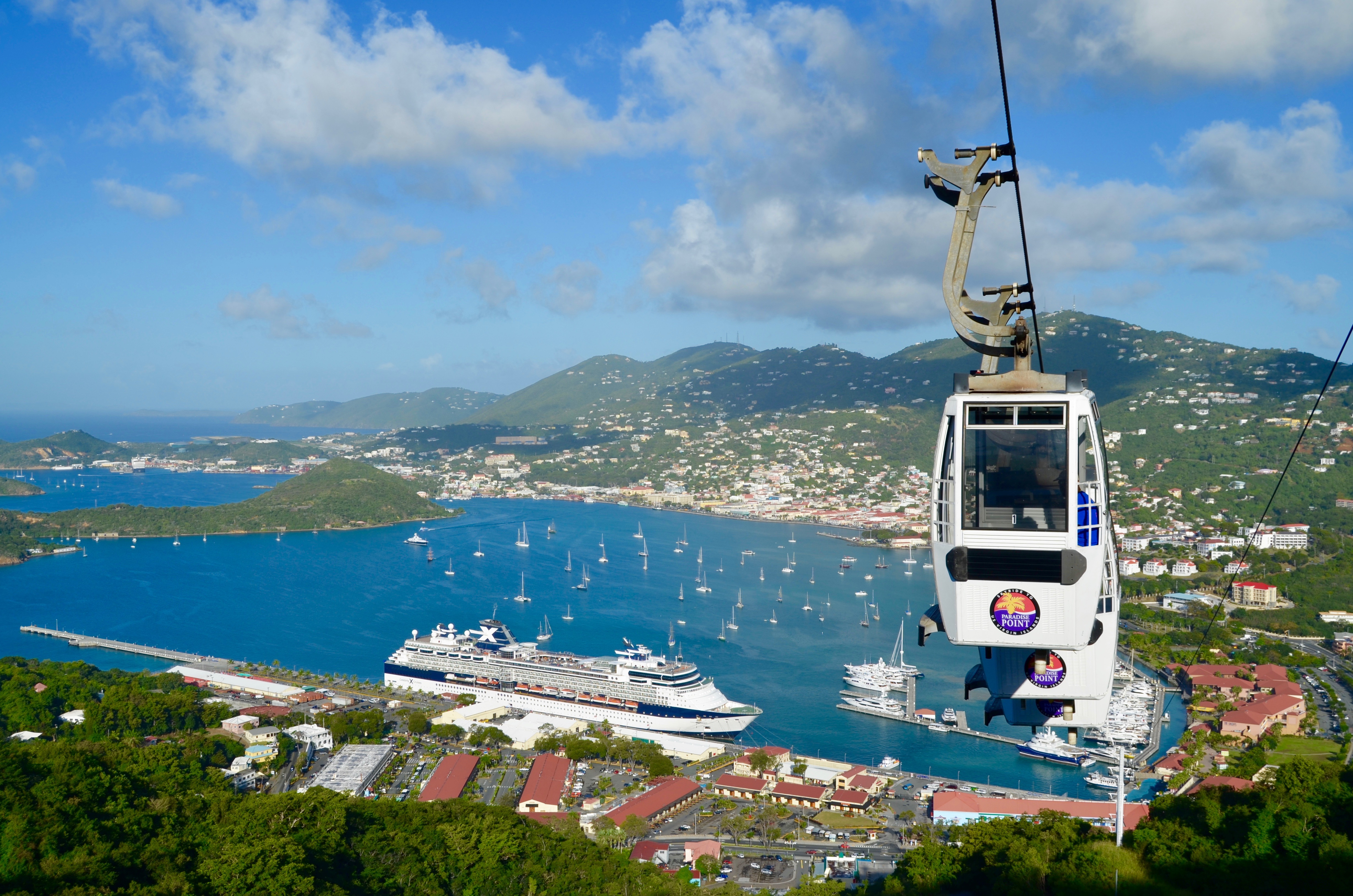
Utsikt över hamnen från Paradise Point.

Danmark etablerade en bosättning på ön redan 1666 med namnet Taphus och Saint Thomas var en dansk koloni mellan åren 1672 och 1917. Under 1600-talet var hamnen ett tillhåll för pirater som Jean Hamlin, Bartholomew Roberts och Kapten Kidd. Staden grundades formellt 1672 under Det Vestindisk kompagni (Danska Västindiska Kompaniet) som förvaltade området och uppkallades efter Charlotta Amalia av Hessen-Kassel som var kung Kristian V:s gemål. 1756 införlivades ön i den nyskapade kolonin Danska Västindien.
Under Napoleonkrigen ockuperades ön 1801 samt 1807–1815 av Storbritannien. 1830 föddes konstnären Camille Pissarro i staden. Staden och ön såldes till USA för 25 miljoner dollar den 12 december 1916 men den formella överlämningsceremonin hölls först den 31 mars 1917. 1921 döptes staden om till Saint Thomas men det ursprungliga danska namnet återtogs 1936 och än idag har många gator danska namn.

## Staden
Charlotte Amalie är belägen på ön Saint Thomas runt viken St. Thomas Harbor på öns södra kust. Staden är byggd på sluttningarna av tre kullar Frenchman Hill, Berg Hill och Government Hill.
I staden finns ett flertal exempel på dansk kolonial arkitektur. Centrum utgörs av området kring hamnen och gatorna Main Street / Dronningens Gade, Crystal Gade och Garden Street. Där finns även några historiska byggnader som synagogan Beracha V'Shalom V'Gimilath Chasidim, byggd 1796 och återuppbyggd 1833 efter en brand, kyrkan Frederick Lutheran Church, byggd 1820 samt Government House byggt 1867 som samlingshus för de danska kolonisatörerna. Vid hamnen finns fortet Fort Christian byggt 1672 och Legislature Building där överlämningsceremonin hölls 1917. Från gatan Kongens Gade vid Government House går en lång stentrappa vid namn 99 Steps, byggd på 1700-talet, upp till Government Hill och Skytsborg (Blackbeard's Castle), ursprungligen byggt 1678 som vakttorn.
Charlotte Amalie hade 18 489 invånare (2010). Befolkningen är främst av afrikanskt ursprung, även om det finns en väsentlig andel som är ättlingar till franska hugenotter.
Huvudnäringar i Charlotte Amalie är turism, hantverk samt tillverkning av rom.
Stadens hamn är ett populärt mål för såväl kryssningsfartyg som större och mindre fritidsbåtar. Den är även betydande för staden med skeppsvarv, handel och en amerikansk flottbas.
Stadens flygplats Cyril E. King International Airport eller Charlotte Amalie Airport (flygplatskod "STT") ligger på öns mellersta del cirka 5 kilometer väster om centrum.